# Hatto von Courtenay
Hatto von Courtenay (frz. Hutton oder Athon; † nach 1039) war ein französischer Adliger. Er war der erste Herr von Courtenay und begründete als Stammvater das gleichnamige Adelsgeschlecht.
Er war der Sohn und Erbe von Renaud, dem Kastellan von Châteaurenard als Vasall des Grafen von Sens. Vermutlich während des Erbfolgekriegs um Burgund zwischen König Robert II. und Otto Wilhelm von Burgund gelang es Hatto, sich in Courtenay im heutigen Département Loiret eine eigenständige Herrschaft anzueignen. Dort errichtete er um 1010 eine Burg, nach der sich seine Familie fortan benannte.
Er hinterließ mindestens einen Sohn, Joscelin von Courtenay, der ihn als Herr von Courtenay beerbte.